# 吉田和男
吉田 和男（よしだ かずお、1948年1月10日 - ）は、日本の経済学者、元財務官僚。京都産業大学教授。 専門は、数理経済学、公共経済学、財政学、非線形経済学、日本経済論、日本財政論、複雑系経済学、進化経済学、ベンチャー経済論、IT経済論、憲法学、陽明学、哲学など、幅広い分野を研究している。小泉内閣時には竹中平蔵の盟友として活躍した。京都大学経営管理大学院（ビジネススクール）の設立に寄与し、初代院長を務めた。大阪府池田市出身。

## 略歴

### 学歴
- 1964年
  - 3月1日 池田市立池田中学校卒業
  - 4月1日 大阪府立豊中高等学校入学
- 1966年3月1日 大阪府立豊中高等学校卒業
- 1967年4月1日 京都大学経済学部経済学科入学
- 1971年3月24日 同卒業
- 1985年1月13日 工学博士（京都大学、学位論文『企業活動の最適化に関する研究』）
- 1987年11月24日 経済学博士（京都大学、学位論文『日本の財政金融政策：構造変化と新たな選択』））

### 職歴
- 1971年4月1日 大蔵省入省（証券局総務課企画係）[1]
- 1972年8月15日 名古屋国税局調査査察部調査第三部門国税調査官
- 1973年8月15日 同大臣官房調査企画課（経済理論研修）
- 1974年7月8日 同大臣官房付
- 1975年
  - 1月16日 同大臣官房調査企画課外国調査室調査主任
  - 7月17日 同関税局総務課企画係長
- 1976年7月12日 田辺税務署長
- 1977年7月11日 経済企画庁総合計画局（出向）
- 1979年7月20日 大蔵省銀行局検査部管理課課長補佐
- 1980年7月3日 同大臣官房調査企画課財政金融研究室主任研究官
- 1983年6月23日 同主計局主計官補佐（郵政、電電担当）
- 1985年7月16日 大阪大学経済学部助教授
- 1987年4月1日 大蔵省退官、大阪大学退官、京都大学経済学部助教授（現代経済学講座）
- 1988年8月1日 同教授
- 2006年4月1日 - 2008年3月31日 京都大学大学院経営管理研究部長兼教育部長（経営管理大学院院長）（兼任）
- 2012年
  - 3月31日 京都大学定年退職
  - 4月1日 京都産業大学教授

### 社会的活動
- 財団法人関西社会経済研究所理事
- 財団法人メルコ学術振興財団理事
- 特定非営利活動法人アイセック・ジャパン理事
- 財団法人社会経済生産性本部評議員
- 財団法人国立京都国際会館評議員
- 財団法人松下政経塾評議員
- 関西ベンチャー学会会長
- 21世紀日本フォーラム代表幹事
- 文化経済学会理事
- 公共選択学会理事
- 日本ベンチャー学会理事
- 進化経済学会会長
- 西日本旅客鉄道株式会社社外監査役

### 大蔵省同期
- 藤井秀人（財務事務次官）
- 寺澤辰麿（国税庁長官、コロンビア大使、横浜銀行頭取）
- 福田進（国税庁長官）
- 高木祥吉（金融庁長官）
- 坂井隆憲（大蔵大臣官房企画官、自民党衆議院議員）
- 志賀櫻（弁護士）
- 村井博美（財務省印刷局長）
- 吉永国光（東和銀行頭取）
- 森田好則（財務省印刷局長）
- 窪野鎮治（財務省印刷局長）
- 坂井建（名古屋国税局長）
- 西川和人（金融庁検査部長）
- 森田好則（財務省印刷局長）
- 窪野鎮治（財務省印刷局長）
- 田村義雄（環境事務次官、クロアチア大使）
- 西川聰（名証副社長）
- 山本幸三（自民党衆議院議員、地方創生担当大臣）

## 活躍
啓蒙活動も積極的に行い、非常に多くの著書を出版している。保守的な思想で知られ、新しい歴史教科書をつくる会の賛同者の一人でもある。現在の日本社会を"精神なき社会"として批判し、1996年からは全人格的教育の場として、『伝習録』の読解などを行う陽明学の私塾「桜下塾」を主催する。その他学会役員や政府委員などを多数務める。
関西ベンチャーキャピタルや21世紀日本フォーラムの設立にも携わる。
2002年の京都府知事選では京都商工会議所などが擁立に向け動いたが、結局桜下塾にて会見を開き、出馬断念を発表した。背景に、府会自民党が推薦候補をめぐって分裂しかけたことがある。
政治家では、野中広務（京都府知事選の推薦者）・伊吹文明（旧大蔵省出身）・前原誠司などと親交がある。

## 逸話
酒豪として有名であるが最近はほどほどに控えている。京都大学での学生時代は工学部のゼミナールでもいかに本州四国連絡橋の合理的なルートを算出するかという国からの依頼研究に取り組んでいたという。
経済学、工学に加え、法学の博士号を取得する予定であったが、高坂正堯の死により史上初の「3博士号取得」は実現しなかった。博士論文になる予定だった内容は、『安全保障の経済学』に集約されているという。

## 教育
京都大学経済学部において、学部ゼミナールでは、2回生で哲学を題材にしていた。カントやショウペンハウエルなどを題材にして、旧制高校の教養教育の意義を説く。3・4回生では、分野を問わず最先端の経済学を学ぶ。そのほか、官庁や企業の見学や、法政大学の黒川和美ゼミ、大阪大学の山内直人ゼミとのディベートを行っていた。
京都大学退官に伴い、吉田がかつて担当していた講義の一部（公共政策論）を敦賀貴之が受け継いでいる。数理経済学序論については、2013年12月現在担当教員はいない。

## 著書

### 単著
- 『日本の財政金融政策――構造変化と新たな選択』（東洋経済新報社, 1980年）
- 『現代日本10の選択――経済・財政・防衛・福祉を考える』（東洋経済新報社, 1981年）
- 『財政赤字の経済学』（東洋経済新報社, 1983年）
- 『日本経済の活力と企業行動――企業活動最適化の研究』（東洋経済新報社, 1985年）
- 『日本経済のダイナミズム――転換期の対応を探る』（日本経済新聞社, 1986年）
- 『金融・財政の変革を読む』（東洋経済新報社, 1986年）
- 『踊り場の日本経済――真の実力は、そして選択すべき道は?』（PHP研究所, 1988年）
- 『なぜ消費税か――税制改正論議への指針』（大蔵省印刷局, 1988年）
- 『マクロから見た日本経済――現実を視点としたマクロ経済学入門』（日本評論社, 1989年）
- 『入門現代日本財政論――公共部門の現実と理論』（有斐閣, 1991年）
- 『冷戦後の世界政治経済――覇権システムから多極的協調システムへ』（有斐閣, 1992年）
- 『日本型経営システムの功罪』（東洋経済新報社, 1993年）
- 『経済学に最低限必要な数学――直観による理解』（日本評論社, 1993年）
- 『システム摩擦――国境を持つ資本主義』（日本評論社, 1993年）
- 『官僚集権からの脱出』（読売新聞社, 1993年）
- 『ものの見方・欧米と日本』（同文書院, 1994年）
- 『平成の改新――政治・経済のシステム疲労をどう打破するか』（読売新聞社, 1994年）
- 『日本型銀行経営の罪――金融危機の本質は何か』（東洋経済新報社, 1994年）
- 『日本財政論――数理財政学序説』（京都大学学術出版会, 1995年）
- 『行革と規制緩和の経済学』（講談社［講談社現代新書］, 1995年）
- 『憲法改正論――21世紀の繁栄のために』（PHP研究所, 1996年）
- 『超円高時代の経済学――戦略的政策から選択的政策へ』（中央公論社［中公新書］, 1996年）
- 『安全保障の経済分析――経済力と軍事力の国際均衡』（日本経済新聞社, 1996年）
- 『解明日本型経営システム――日本経済を分析する新しい経済学への挑戦』（東洋経済新報社, 1996年）
- 『日米「不公平」論――どちらの社会システムが悪いのか』（三田出版会, 1996年）
- 『破綻する日本財政――なぜ財政構造改革が必要か』（大蔵財務協会, 1997年）
- 『複雑系思考法――不可思議を解明する「知」の暗号かぎ』（イースト・プレス, 1997年）
- 『複雑系としての日本型システム――新しい社会科学のパラダイムを求めて』（読売新聞社, 1997年）
- 『官僚崩壊――新しい官僚像を求めて』（日本評論社, 1997年）
- 『これでいいのか省庁再編』（読売新聞社, 1998年）
- 『金融津波――大打撃の日本経済』（PHP研究所, 1998年）
- 『財政改革が日本を救う――高負担社会からの脱却』（日本経済新聞社, 1998年）
- 『平成不況10年史』（PHP研究所［PHP新書］, 1998年）
- 『地方分権のための地方財政改革』（有斐閣, 1998年）
- 『ベンチャー・ビジネスは日本の救世主だ――限界にきた日本型経営システム』（東洋経済新報社, 1998年）
- 『桜の下の陽明学――現代を生きる実践行動学として』（清流出版, 1999年）
- 『銀行再編のビジョン』（日本評論社, 2000年）
- 『21世紀日本のための税制改正――所得税の改革』（大蔵財務協会, 2000年）
- 『21世紀の日本経済――情報通信革命が変える日本経済』（シュプリンガー・フェアラーク東京, 2000年）
- 『日本経済再建――「国民の痛み」はどうなる』（講談社［講談社+α新書］, 2001年）
- 『21世紀日本のための税制改正――間接税・消費課税の改革』（大蔵財務協会, 2001年）
- 『IT経済学入門――IT革命とは経済システム革命である』（有斐閣, 2002年）
- 『日本人の心を育てた陽明学――現代人は陽明学から何を学ぶべきか』（恒星出版, 2002年）
- 『日本再生・四つの革命――アメリカに学ぶべきこと、学ぶべきでないこと』（PHP新書, 2003年）
- 『現代に甦る陽明学――『伝習録』（巻の上）を読む 桜下塾講義録』（麗澤大学出版会, 2006年）

### 共著
- （小西砂千夫）『転換期の財政投融資――しくみ・機能・改革の方向』（有斐閣, 1996年）
- （林宣嗣・神野直彦・飯野靖四・井堀利宏・小西砂千夫）『財政システム』（有斐閣, 1998年）
- （佐伯啓思・筒井清忠・中西輝政）『優雅なる衰退の世紀』（文藝春秋, 2000年）
- （島義博）『経済学に最低限必要な数学――直観による理解［増補改訂版］』（日本評論社, 2010年）

### 編著
- 『阪神復興――被災地発21世紀の都市再生論』（PHP研究所, 1996年）
- 『金融改革と日本経済――ビッグバンによる日本経済の再生』（生産性出版, 1998年）
- 『21世紀日本をどうするか――新たな日本の建設への提言』（シュプリンガー・フェアラーク東京, 2001年）
- 『日本経済再生の条件』（シュプリンガー・フェアラーク東京, 2002年）
- 『複雑系経済学へのアプローチ』（東洋経済新報社, 2002年）

### 共編著
- （高坂正堯）『冷戦後の政治経済――座標軸なき時代の論点を読む』（PHP研究所, 1995年）
- （井堀利宏・瀬島誠）『地球秩序のシミュレーション分析――グローバル公共財学の構築に向けて』（日本評論社、2009年）

### 訳書
- （吉田和男監訳, 冨田賢訳者代表）P.ゴンバース＆J.ラーナー『ベンチャーキャピタル・サイクル ファンド設立から投資回収までの本質的理解』（シュプリンガー・フェアラーク東京, 2002年）
- O・シャイ『ネットワーク産業の経済学』（シュプリンガー・フェアラーク東京, 2003年）
- ポール・クルーグマン『国際経済学』（エコノミスト社, 2003年）